# Prix Bayeux Calvados-Normandie des correspondants de guerre
Le prix Bayeux Calvados-Normandie des correspondants de guerre est un événement annuel destiné à rendre hommage aux journalistes qui exercent leur métier dans des conditions périlleuses pour permettre d'accéder à une information libre.
Il est organisé depuis 1994 par la ville de Bayeux, associée au conseil général du Calvados et la région Normandie.

## Historique
Depuis 1994, la ville de Bayeux, associée au conseil général du Calvados et à la région Normandie, organise le prix Bayeux Calvados-Normandie des correspondants de guerre, un événement annuel ayant lieu la première semaine d'octobre destiné aux journalistes qui exercent leur métier dans des conditions périlleuses afin de permettre d'accéder à une information libre.
L'actualité et la prise à partie des journalistes sur le terrain prouvent chaque année, de façon évidente, la légitimité de cet hommage et de cet engagement.
Première ville libérée de France, devenue alors centre de la presse internationale, la ville de Bayeux a lancé en 1994, dans le cadre du cinquantième anniversaire du débarquement en Normandie, cet événement international annuel. Il consiste en la remise d’un prix prestigieux à des journalistes du monde entier et concerne les catégories de médias suivantes : presse écrite, radio, télévision, photographie et web journalisme.
Depuis sa création, l'évènement s'est ancré dans la profession, auprès des rédactions et continue son développement à l'international.
Autour de ces prix destinés aux journalistes, l'événement n'a cessé d'évoluer pour impliquer de plus en plus le grand public (jeune et moins jeune).
Échanges, témoignages, décryptage de l'actualité avec ceux qui la couvrent au quotidien, fenêtre ouverte sur un monde en perpétuelle turbulence, c'est cet « arrêt sur images » que propose chaque année les rencontres du prix Bayeux Calvados-Normandie à travers des expositions, un salon du livre, un forum-médias, des soirées débats, le prix du public, des opérations tournées vers les jeunes…
La soirée de remise des prix est préparée et animée depuis 2016 par Nicolas Poincaré.
C'est en réunissant des plateaux d'intervenants tels que : Patrick Chauvel, Don McCullin, James Nachtwey, Rémy Ourdan, Pierre Schoendoerffer ainsi que Nicolas Poincaré, Manon Loizeau, Jon Swain, Fergal Keane, Stanley Greene, James Meek, Charles Enderlin, Laurent Van der Stockt, Adrien Jaulmes, etc. que Bayeux a trouvé son sens et acquis cette reconnaissance et cette fidélité des médias et du grand public.
Le prix Bayeux Calvados-Normandie des correspondants de guerre est un hommage rendu au journalisme de terrain, celui qui consiste à aller voir, prendre le risque pour témoigner et mieux comprendre.
C'est également un ensemble d'actions pédagogique d'éducation aux médias et à la paix qui est proposé aux collégiens et lycéens.
L'édition 2018 est une édition spéciale pour les 25 ans du prix, avec un retour sur vingt-cinq ans de conflits.
Pour la première fois en 2021, deux lauréats travaillent sous anonymat, pour leur sécurité, depuis Minsk en Biélorussie et depuis le Myanmar.

## Les prix
Le prix Bayeux-Calvados des correspondants de guerre récompense les reporters par la remise de dix prix.
Cinq trophées d’une valeur de 7 000 € sont attribués :
- le prix Nikon – catégorie photo ;
- le prix département du Calvados – catégorie presse écrite ;
- le prix comité du Débarquement – catégorie radio ;
- le prix Amnesty International – catégorie télévision ;
- le prix INA – catégorie télévision grand format.

Cinq prix spéciaux sont en outre attribués :
- le prix Ouest-France – Jean-Marin – catégorie presse écrite : 4 000 € ;
- le prix du public, parrainé par l’AFD – catégorie photo : 3 000 € ;
- le prix région Normandie des lycéens, étudiants et apprentis – catégorie télévision : 3 000 € ;
- le prix du jeune reporter : 3 000 € ;
- le prix de l’image vidéo parrainé par France 24, France Télévisions et Arte : 3 000 €.

Le prix du public : ce prix récompense un reportage en lice de la catégorie photo. Le public est invité à voter aux côtés du jury officiel, pour récompenser un reportage sur une situation de conflit ou ses conséquences sur les populations civiles.
Le prix des lycéens : des lycéens de Bayeux et de l’ensemble de Normandie attribuent un prix dans la catégorie télévision en présence de grands reporters venus spécialement les rencontrer, parler de leur profession et partager leur expérience. Ce Prix a pour mission de sensibiliser les jeunes au métier de grand reporter, et de leur offrir un éclairage sur l’actualité internationale.
Le prix du jeune reporter : créé en 2007, ce prix vise à récompenser les jeunes reporters. Il concerne la presse écrite et la photo. La participation au prix du jeune reporter est exclusive, cela signifie que le jeune reporter ne peut postuler que dans cette catégorie. Il est réservé aux journalistes jusqu'à 28 ans.
Le prix « regard des jeunes de 15 ans » : il s'adresse aux élèves scolarisés en classe de 3e, qui votent parmi une sélection de 12 photographies d'actualité.

## Les lauréats

### Palmarès 1994
- Magazine : Philipp von Recklinghausen (Stern)
- Photo : André Soloviev (Associated Press)
- Presse quotidienne : Denis Arcand (La Presse)
- Radio : Alan Little (BBC)
- Télévision : Élisabeth Burdot (RTBF)
- Prix spécial du jury : Paul Marchand (Radio Canada)

### Palmarès 1995
- Presse écrite : Henri Guirchoun (Le Nouvel Observateur)
- Photo : Laurent Van der Stockt (Gamma)
- Télévision : Ben Brown (BBC)
- Prix spécial du jury : Patricia Coste (France 2)
- Prix Ouest-France Jean-Marin : Xavier Gautier (Le Figaro)

### Palmarès 1996
- Presse écrite : Patrick de Saint-Exupéry (Le Figaro)
- Photo : James Nachtwey (Magnum Photos pour Time)
- Télévision : George Allagiah (BBC)
- Radio : Nicolas Poincaré (France Inter)
- Prix Ouest-France Jean-Marin : Olivier Weber  (Le Point)
- Prix des lycéens : Eric Monier (France 2)

### Palmarès 1997
- Presse écrite : Alain Bommenel et le bureau d’Alger (AFP)
- Photo : Santiago Lyon (Associated press)
- Télévision : Bob Coen, Amy Mertz (CNN)
- Radio : François Clemenceau (Europe 1)
- Prix Ouest-France Jean-Marin : Jean-Paul Mari (Le Nouvel Observateur)
- Prix des lycéens : Roger Motte et Martine Laroche-Joubert (France 2)
- Prix du public : Luc Delahaye (Magnum Photos)

### Palmarès 1998
- Presse écrite : Jean-Paul Mari (Le Nouvel Observateur)
- Photo : Achmad Ibrahim (Associated press)
- Télévision : Morad Aïd-Habbouche et Christian Decarné (France 3)
- Radio : Nicolas Charbonneau (Europe 1)
- Prix Ouest-France Jean-Marin : Jean Hatzfeld (Libération)
- Prix des lycéens : Morad Aïd-Habbouche et Christian Decarné  (France 3)
- Prix du public : Hocine (AFP)

### Palmarès 1999
- Presse écrite : Gabriel Grüner (Stern)
- Photo : James Natchwey (Magnum Photos pour Time)
- Télévision : Fergal Keane (BBC)
- Radio : Isabelle Dor (France Info)
- Prix Ouest-France Jean-Marin : Javier Espinosa (El Mundo)
- Prix des lycéens : Fergal Keane (BBC)
- Prix du public : Brennan Linsley (Sipa Press)

### Palmarès 2000
- Presse écrite : Rémy Ourdan (Le Monde)
- Photo : Éric Bouvet (free-lance)
- Télévision : Matt Frei et Darren Conway (BBC)
- Radio : Madeleine Mukamabano - et Médi Elhag (France Culture)
- Prix Ouest-France Jean-Marin : Patrick Saint-Paul (Le Figaro)
- Prix des lycéens : Rageh Omaar BBC
- Prix du public : Éric Bouvet (free-lance)

### Palmarès 2001
- Presse écrite : Françoise Spiekermeier (Paris Match)
- Photo : Enric Marti (Associated Press)
- Télévision : Ben Brown (BBC)
- Radio : Gilles Perez (RFI)
- Prix Ouest-France Jean-Marin : Maureen Cofflard (Le Nouvel Observateur)
- Prix des lycéens : Marie-Claude Vogric (France 3)
- Prix du public : Jeffrey B. Russel (Corbis Sygma)

### Palmarès 2002
- Trophée presse écrite : Pierre Barbancey (L'Humanité)
- Trophée photo : Luc Delahaye (Magnum Photos)
- Trophée télévision : France 2 Gilles Jacquier, Bertrand Coq, Tatiana Derouet, Alexandre Berne
- Trophée radio : Arnaud Zajtman (BBC)
- Prix Ouest-France Jean-Marin : Jean Kehayan (Libération)
- Prix des lycéens : John Simpson (BBC)
- Prix du public : Yannis Behrakis (Reuters)

### Palmarès 2003
- Presse écrite : Sammy Ketz (AFP)
- Photo : Georges Gobet (AFP)
- Télévision : Grégoire Deniau et Hervé Paploray (Agence CAPA)
- Radio : Renaud Bernard (France Info)
- Prix Ouest-France Jean-Marin : Caroline Laurent-Simon (Elle)
- Prix des lycéens : RTBF Philippe Lamair, Luc Cauwenberghs, Stefan Janssens, Nathalie  Lucien
- Prix du public : Georges Gobet (AFP)

### Palmarès 2004
- Presse écrite : James Meek et Suzanne Goldenberg (The Guardian)
- Photo : Karim Sahib (AFP)
- Télévision : BBC Paul Wood, Adam Moose Campbell, Yousseff Shomali, Sarah  Halfpenny, Nigel Sawtell, Qais Hayawi, Laith Kawther
- Radio : Andrew Harding (BBC)
- Prix Ouest-France Jean-Marin : Christophe Ayad (Libération)
- Prix des lycéens – Prix de France Telecom BBC : Fergal Keane, Glenn Middleton, Jackie Martens, Isaac Mugabi
- Prix du public – Prix de la Ville de Bayeux : Jaafar Ashtiyeh (AFP)
- « Coup de cœur » du jury officiel – Prix CFJ-Caisse d'épargne : Caroline Laurent-Simon - (Elle)

### Palmarès 2005
- Presse écrite : Vincent Hugeux (L'Express)
- Photo : Jim MacMillan (Associated Press)
- Télévision : ITN-ITV NEWS Julian Manyon, Sacha Lomakim, Artem Drabkin, Patrick O’Ryan-Roeder
- Radio : Ishbel Matheson et Dan McMillan (BBC NEWS)
- Prix Ouest-France Jean-Marin : Javier Espinosa (El Mundo)
- Prix CFJ – Caisse d’Épargne : Roger Lemoyne (MACLEANS MAGAZINE/REDUX PICTURES/ALEXIA FUNDATION)
- Prix des lycéens : France3 - Caroline Sinz, Christian De Carné, Salah Agrabi, Michelle Guilloiseau-Joubair

### Palmarès 2006
- Presse écrite : Jon Stephenson METRO (Nouvelle-Zélande)
- Photo : Jaafar Ashtiyeh (AFP)
- Télévision : Neil Connery (ITN-ITV NEWS)
- Radio : Alex Last (BBC NEWS)
- Prix Ouest-France Jean-Marin : Javier Espinosa (El Mundo)
- Prix CFJ – Caisse d’Epargne : Tomas Van Houtryve (free-lance)
- Prix des lycéens : Jeff Koinange (CNN)

### Palmarès 2007
- Presse écrite : Adrien Jaulmes (Revue des Deux Mondes / Le Figaro)
- Photo : Mahmud Hams (AFP)
- Télévision : Alastair Leithead (BBC NEWS)
- Radio : Angus Crawford (BBC NEWS)
- Prix Ouest-France Jean-Marin : Benjamin Barthe (Le Monde)
- Prix CFJ – Caisse d’Epargne : Mahmud Hams (AFP)
- Prix des lycéens : Orla Guerin (BBC NEWS)
- Prix jeune reporter : Anne Guion (La Vie)

### Palmarès 2008
- Presse écrite : Elizabeth Rubin (The New York Times)
- Photo : Balazs Gardi (VII Network)
- Télévision : Dominique Derda (France2)
- Radio : Mike Thomson (BBC NEWS)
- Prix Ouest-France Jean-Marin : Anne Guion (La Vie)
- Prix CFJ – Caisse d’Epargne : Yasuyoshi Chiba (AFP)
- Prix des lycéens : Dominique Derda (France2)
- Prix jeune reporter : Julius Mwelu (IRIN)

### Palmarès 2009
- Presse écrite : Christina Lamb (The Sunday Times)
- Photo : Walter Astrada (AFP)
- Télévision : Paul Comiti (TF1)
- Radio : Tim Franks (BBC NEWS)
- Télévision grand format : Jeremy Bowen (BBC NEWS)
- Prix jeune reporter : Mohamed Dahir (AFP)
- Prix des lycéens : Paul Comiti (TF1)
- Prix Ouest-France Jean-Marin : Célia Mercier (XXI)
- Prix du public : Jérôme Delay (Associated Press)

### Palmarès 2010
- Presse écrite : Christophe Boltanski (Le Nouvel Observateur)
- Photo : Véronique de Viguerie, (Getty Images pour Paris Match)
- Télévision : Danfung Dennis (PBS)
- Radio : Florence Lozach (Europe 1)
- Télévision grand format : Gilles Jacquier (France 2)
- Prix jeune reporter : Miles Amoore (The Sunday Times)
- Prix des lycéens : Danfung Dennis (PBS)
- Prix Ouest-France Jean-Marin : Mélanis Bois (Elle)
- Prix du public : Véronique de Viguerie ( Getty Images pour Paris Match)

### Palmarès 2011[5]
- Presse écrite : Jon Stephenson (Métro Magazine pour Eyes wide shut - Afghanistan
- Photo : Yuri Kozyrev (Noor Images pour Dépêches de Libye) – Libye - février mars 2011
- Télévision : Alex Crawford (Sky News pour La bataille de Zaouia) - Libye
- Radio : Étienne Monin (France Info pour Tripoli Street 17 avril) - Libye - 17 avril 2011
- Télévision grand format : Vaughan Smith (Frontline Club - Al Jazeera pour Blood and dust) - Afghanistan
- Prix jeune reporter : Sarah Hussein (AFP pour La révolution libyenne) - Libye
- Prix des lycéens : Alex Crawford (Sky News pour La bataille de Zaouia) - Libye
- Prix Ouest-France Jean-Marin : Mariana Grepinet (Paris Match pour Les femmes violées de Luvungi) - République démocratique du Congo
- Prix du public : Yuri Kozyrev (Noor Images pour Dépêches de Libye) – Libye - février mars 2011
- Prix web journalisme : Sarah Leduc et Zoé Lamazou (France 24 pour Congo, la paix violée) - République démocratique du Congo

### Palmarès 2012
- Presse écrite : Javier Espinosa (es) (El Mundo) pour La dernière bataille de Bab Amr
- Photo : Áris Messínis (AFP) pour La bataille de Syrte
- Télévision : Nic Robertson (en) (CNN) pour Syrie, la ville de première ligne
- Radio : Jeremy Bowen (en) (BBC News) pour Douma
- Télévision grand format : Mathieu Mabin (France 24) pour La Brigade de Tripoli (version longue)
- Prix jeune reporter : Ed Ou (en) (Reportage by Getty Images) pour Nous l’avons tant aimée, la révolution
- Prix des lycéens : Mathieu Mabin (France 24) pour La Brigade de Tripoli (version courte)
- Prix Ouest-France Jean-Marin : Rémy Ourdan (Le Monde) pour Les damnés de Juarez
- Prix du public : Manu Brabo (en) (Associated Press) pour Libyan revolution
- Prix web journalisme : David Wood (Huffington Post) pour Beyond the battlefield

### Palmarès 2013
- Presse écrite : Jean-Philippe Rémy (Le Monde)
- Photo : Fabio Bucciarelli (it) (AFP)
- Télévision : Sophie Nivelle-Cardinale (TF1)
- Radio : Marine Olivesi (CBC)
- Télévision grand format : Ben Anderson (en) (BBC News)
- Prix jeune reporter : Florentin Cassonnet (XXI)
- Web journalisme : Laurent Van der Stockt et Jean-Philippe Rémy (Le Monde)
- Prix des lycéens : Sophie Nivelle-Cardinale (TF1)
- Prix Ouest-France Jean-Marin : Wolfgang Bauer (en) (Die Zeit)
- Prix du public : Javier Manzano (AFP)

### Palmarès 2014
- Photo : Mohammed al-Shaikh (AFP) pour la majorité chiite poursuit ses manifestations contre le pouvoir
- Presse écrite : Anthony Loyd (en) (Times) pour Je pensais qu'Hakim était un ami. Et il m'a tiré dessus
- Télévision : Lyse Doucet (BBC News)
- Télévision grand format : Marcel Mettelsiefen (Arte Reportage) pour Syrie : la vie, obstinément
- Radio : Olivier Poujade (France Inter) pour L'opération Sangaris dans le piège de Bangui
- Prix Ouest-France Jean-Marin (presse écrite) : Claire Meynial
- Prix jeune reporter : Alexey Furman
- Prix des lycéens : Mathieu Mabin (France 24) pour La Brigade de Tripoli (version courte)
- Prix web journalisme : Gerald Holubowicz, Olga Kravets, Maria Morina, Oksana Yushko et Anna Shpakova pour Grozny : nine cities
- Prix du public (photo) : Emin Ozmen (en) (Sipa Press)

### Palmarès 2015[6]
- Photo : Heidi Levine (Sipa Press) pour La Guerre et la guérison à Gaza
- Presse écrite : Christoph Reuter (Der Spiegel) pour Haji Bakr, le cerveau de la terreur
- Télévision : Mikhail Galutsov (Vice) pour Russian Roulette
- Télévision grand format : Xavier Muntz (Arte) pour Encerclés par l'Etat Islamique
- Radio : Emma-Jane Kirby (BBC) pour L'opticien de Lampedusa
- Prix Ouest-France Jean-Marin (presse écrite) : Wolfgang Bauer (en) (Die Zeit) pour And before us lies our happiness
- Prix jeune reporter : Pierre Sautreuil (L'Obs) pour Nouvelle Russie
- Prix des lycéens : Alex Crawford (Sky News)
- Prix web journalisme : Christian Werner (Süddeutsche Zeitung) pour Black Death
- Prix du public (photo) : Heidi Levine (Sipa Press) pour La Guerre et la guérison à Gaza

### Palmarès 2016[7]
- Photo – Prix Nikon Yannis Behrakis – "Les persécutés" – Grèce - (Reuters)
- Télévision – Prix Amnesty International Arnaud Comte et Stéphane Guillemot – "Mossoul : fuir à tout prix" – Irak – (France 2)
- Télévision grand format – Ayman Oghanna et Warzer Jaff – La route de Falloujah – Irak – (Vice News)
- Presse Écrite – Wolfgang Bauer (en) – "I’ve become someone else. Someone I no longer recognize" - Nigéria – (Die Zeit)
- Radio – Jeremy Bowen – Yémen – (BBC News)
- Prix jeune reporter (Photo) – Mohammed Badra – La Syrie, ceux qui restent – Syrie – European Pressphoto Agency
- Prix web journalisme – Guillaume Herbaut et Paul Ouazan – Ukraine : carnet de route d’un photographe – Ukraine - (Arte)
- Prix région Normandie des lycéens et apprentis de Normandie (télévision) - Virginie Nguyen Hoang et Dastane AltaÏr – War is a bitch – Ukraine – (Pac Presse) pour (France 4)
- Prix Ouest-France Jean-Marin (presse écrite) : Célia Mercier – Passeurs de vie – Irak - Revue (XXI)
- Prix du public (Photo) – Yannis Behrakis – Les persécutés – Grèce - (Reuters)

### Palmarès 2017
- Presse écrite : Samuel Forey – Le Figaro « Mossoul : cinq offensives pour une bataille » – Irak
- Photo : Ali Arkady – VII Photo Agency « Kissing death » – Irak
- Télévision : Waad al-Kateab – Channel 4 « Le dernier hôpital d’Alep détenu par les rebelles » – Syrie
- Radio : Gwendoline Debono – Europe 1 « L’Entrée dans Mossoul » – Irak
- Télévision grand format : Olivier Sarbil – Channel 4 News « Dans la bataille de Mossoul » – Irak
- Prix jeune reporter : May Jeong – The Intercept « La mort venue du ciel » – Afghanistan –  Usa
- Prix des lycéens : Waad al-Kateab – Channel 4 « Le dernier hôpital d’Alep détenu par les rebelles » – Syrie
- Prix Ouest-France Jean-Marin : Fritz Schaap (de) – Der Spiegel « Despair and debauchery in Assad’s Capital » – Syrie
- Prix du public : Antoine Agoudjian – Le Figaro Magazine « La conquête de Mossoul ouest » – Irak
- Prix de l’image vidéo : Olivier Sarbil – Channel 4 News « Dans la bataille de Mossoul » – Irak

### Palmarès 2018
Le palmarès complet figure sur le site officiel.
Premiers prix :
- Presse écrite : Kenneth R. Rosen – The Atavist magazine « Mercenaires du diable » – Irak
- Photo : Mahmud Hams – AFP « Clashes on Gaza’s border » –  Palestine
- Télévision : Nima Elbagir, Alex Platt et Raja Razek CNN « Une vente aux enchères d’esclaves en Libye » – Libye
- Radio : Gwendoline Debono – Europe 1 « Ni prisonnières, ni réfugiées : femmes djihadistes en Syrie » – Syrie
- Télévision grand format : Nicolas Bertrand et Thomas Donzel – France 2 « Rohingyas : les damnés de la Birmanie » – Birmanie et Bangladesh
- Prix jeune reporter : Mushfiqul Alam – freelance The Great Exodus – Bangladesh
- Prix des lycéens : Stéphanie Perez, Nicolas Auer et Laetitia Niro – France 2 « Les lionceaux du Califat : des bombes à retardement ? »  – Irak
- Prix Ouest-France Jean-Marin : Jean-Philippe Rémy – Le Monde « Le Yémen en guerre » – Yémen
- Prix du public : Paula Bronstein Getty images reportage – « The Rohingya crisis: a harrowing journey » – Bangladesh
- Prix de l’image vidéo : Darren Conway – BBC « La guerre des drogues au Mexique » – Mexique

### Palmarès 2020
Le palmarès complet figure sur le site officiel.
Premiers prix :
- Prix photo Nikon : Lorenzo Tugnoli, agence Contrasto pour The Washington Post, « La guerre plus longue, Afghanistan ».
- Presse écrite, prix du département du Calvados : Allan Kaval, Le Monde, « Dans le nord-est de la Syrie, la mort lente des prisonniers djihadistes ».
- Télévision, prix Amnesty International : John Sudworth et Wang Xiping, BBC, « Les familles ouïghoures ».
- Radio, prix du comité du Débarquement : Sonia Ghezali et Wahlah Shahzaib, RFI, « Afghanistan : après l’attaque de la maternité de MSF ».
- Télévision grand format, prix de la ville de Bayeux : Suzanne Allant, Yamaan Khatib et Fadi Al-Halabi, Découpages pour Arte Reportage, « Syrie, dans le piège d’Idlib ».
- Prix jeune reporter (photo), Crédit Agricole Normandie : Anas Alkharboutli, DPA, « La guerre en Syrie ».
- Prix région Normandie des lycéens et des apprentis : John Sudworth et Wang Xiping, BBC, « Les familles ouïghoures ».
- Prix Ouest-France Jean-Marin : Allan Kaval, Le Monde, « Dans le nord-est de la Syrie, la mort lente des prisonniers djihadistes ».
- Prix du public, parrainé par l’Agence Française de Développement :  Anthony Wallace, AFP, « Hong Kong, une révolte populaire ».
- Prix de l’image vidéo, prix Arte, France 24, France Télévisions : Olivier Jobard, Magneto Presse pour ARTE/France 24, « Yémen : à marche forcée ».

### Palmarès 2021
Le palmarès complet figure sur le site officiel. Pour la première fois, deux lauréats demeurent sous anonymat pour des raisons de sécurité,.
En 2021, le jury est présidé par le photographe franco-iranien Manoocher Deghati.
Premiers prix :
- Prix photo Nikon : l'un des 12 photographes birmans dont les photographies sont exposées est récompensé pour son cliché mais reste anonyme pour ne pas risquer sa vie, pour le New York Times « La révolution du printemps »  – Myanmar[12]
- Presse écrite, prix du département du Calvados : Wolfgang Bauer, Zeit Magazin « Parmi les talibans »  – Afghanistan
- Télévision, prix Amnesty International : Orla Guerin et Goktay Koraltan, BBC, « Les tireurs d’élite au Yémen »  – Yémen
- Radio, prix du comité du Débarquement : Margaux Benn, Europe 1, « À Kandhar, des villages entiers sont devenus terrains minés »  – Afghanistan.
- Télévision grand format, prix de la ville de Bayeux : Damir Sagolj et Danis Tanovic, Al Jazeera Balkans « Quand nous étions à leur place »  – Bosnie-Herzégovine
- Prix jeune reporter (presse écrite) : Thomas D’Istria, étudiant en journalisme anonyme qui écrit de Minsk[11] pour Le Monde, « Révolution dans la dernière dictature d’Europe »  – Belarus
- Prix Ouest-France Jean-Marin (presse écrite) : Wolfgang Bauer, Zeit Magazin « Parmi les talibans » – Afghanistan
- Prix du public, parrainé par l’Agence Française de Développement (photo) : Abu Mustafa Ibraheem, Reuters, « Gaza : 11 jours de bombardements »[12]
- Prix de l’image vidéo, prix Arte, France 24, France Télévisions : Damir Sagolj et Danis Tanovic, Al Jazeera Balkans « Quand nous étions à leur place »  – Bosnie-Herzégovine
- Prix des lycéens, étudiants et stagiaires (télévision) : Orla Guerin et Goktay Koraltan, BBC, « Les tireurs d’élite au Yémen »[14].

### Palmarès 2022
Le palmarès complet figure sur le site officiel. Le jury était présidé par Thomas Dworzak.
Premiers prix :
- Photo, prix Nikon : Evgeniy Maloletka, Associated Press A Siege in Mariupol, Ukraine.
- Photo, prix du public, Vadim Ghirda, Associated Press - War in Ukraine, Ukraine.
- Photo, prix jeune reporter : Abdulmonam Eassa, freelance pour Le Monde, The New York Times, Getty Images - La rage pacifique ne meurt pas, Soudan.
- Presse écrite, prix du département du Calvados : Mariam Ouedraogo, Éditions Sidwaya - Axe Dablo-Kaya : la route de l’enfer des femmes déplacées internes, Burkina Faso.
- Presse écrite, prix Ouest-France Jean-Marin : Nicolas Delesalle, Paris Match - Ukraine : le convoi de la dernière chance, Ukraine.
- Radio, prix du comité du Débarquement : Maurine Mercier, France Info RTS - Guerre en Ukraine : une mère et sa fille racontent deux semaines de viols et de terreur à Boutcha, Ukraine.
- Télévision, prix Amnesty International : Théo Maneval et Pierre Dehoorne, France 5, C dans l’air - Viktor et le baiser de la guerre, Ukraine.
- Télévision grand format, prix international Crisis Group : Philip Cox, The Guardian - Le Spiderman du Soudan, Soudan.
- Télévision, prix Région Normandie des lycéens et des apprentis : Dorothée Ollieric, Nicolas Auer et Mortaza Behboudi, France 2 - Les petites filles afghanes vendues pour survivre, Afghanistan.
- Image vidéo, prix Arte, France 24, France Télévisions : Mstyslav Tchernov, Associated Press - Marioupol – La mort d’une ville ukrainienne, Ukraine.

### Palmarès 2023[16]
Trophées attribués par le jury international :
- Trophée photo, prix Nikon : Siegfried Modola, freelance, Au coeur de la rébellion birmane, Birmanie.
- Trophée presse écrite, prix du département du Calvados : Anthony Loyd, The Times, L'otage oublié, Irak, Syrie et Maroc.
- Trophée radio, prix du comité du débarquement : Maurine Mercier, RTS-Franceinfo, La double peine d'une mère victime de viols à Boutcha, Ukraine.
- Trophée télévision, prix Amnesty International : Nick Paton Walsh, Brice Lainé, Natalie Gallon et Etienne Dupont, CNN, Gans gain the upper hand in war with Haitian police, Haïti.
- Trophée télévision grand format, prix International Crisis Group :  Edward Kaprov, Daniel Fainberg Eugene Titov, Magneto Presse pour Arte Reportage, Ukraine : un photographe dans la guerre, Ukraine.
- Prix jeune reporter (presse écrite), prix Crédit Agricole Normandie : Francis Farrell, The Kyiv Independent, Dans l'enfer de Bakhmout : des mois d'une rare violence, Ukraine.
- Prix de l'image vidéo (télévision et télévision grand format), prix Arte / France 24 / France Télévisions : Quentin Sommerville et Darren Conway, BBC News, Sur l'Ukraine, ligne zéro, Ukraine.

Prix spéciaux :
- Prix Région Normandie des lycéens et des apprentis (télévision) : Nick Paton Walsh, Brice Lainé, Natalie Gallon et Etienne Dupont, CNN, Gans gain the upper hand in war with Haitian police, Haïti.
- Prix Ouest-France, Jean Marin (presse écrite) : Louis Imbert, Le Monde, Gaza - Cisjordanie, Palestine.
- Prix du public (photo) : Paula Bronstein, Getty Images, The consequences of Ukraine war, Ukraine.

### Palmarès 2024[17]
Trophées attribués par le jury international :
- Trophée photo, prix Nikon : Mahmud Hams, AFP, Gaza, in the hell of war, Gaza
- Trophée presse écrite, prix du département du Calvados : Rami Abou Jamous, Orient XXI, Journal de Gaza, Gaza
- Trophée radio, prix du Comité du débarquement : Andrew Harding, BBC News, L’histoire de Sara, France
- Trophée télévision, prix Amnesty international : Mohammed Abu Safia, John Irvine, ITV News, Le drapeau blanc, Gaza
- Trophée télévision grand format, prix Mémorial de Caen : Rami Abou Jamous, Fabrice Babin, Bertrand Séguier, BFM TV, Gaza, fuir l’enfer, Gaza
- Prix jeune reporter (photo), prix Crédit Agricole Normandie : Saher Alghorra, Freelance pour Associated Press, Zuma Press, Gaza strip : the impact of the war on civilians, Gaza
- Prix de l'image vidéo (télévision et télévision grand format), prix Arte / France 24 / France Télévisions : Marc de Chalvron, Florian Le Moal, Ludovic Lavielle, Laroslav Oliinyk, France 2, Soldats à bout de souffle, Ukraine

Prix spéciaux :
- Prix région Normandie des lycéens et des apprentis (télévision) : Nicolas Coadou, David Couloume, Manuella Braun, BFM TV, Kharkiv, la mort en face, Ukraine
- Prix Ouest-France - Jean Marin (presse écrite) : Rami Abou Jamous, Orient XXI, Journal de Gaza, Gaza
- Prix du public (photo) : Kostiantyn Liberov, Libkos, La guerre en Ukraine. Douleur, désespoir et espoir, Ukraine

## Le mémorial des reporters de Bayeux
Le mémorial des reporters de Bayeux rend hommage aux reporters tués dans l'exercice de leur fonction en inaugurant chaque année une nouvelle stèle portant leurs noms. Réalisé par la ville de Bayeux, en collaboration avec Reporters sans frontières, il a été conçu par l’architecte et paysagiste Samuel Craquelin. Ce mémorial est constitué d’une promenade paysagère ponctuée de vingt-trois pierres blanches sur lesquelles ont été gravés les noms des 1 880 journalistes qui ont payé de leur vie pour avoir voulu nous informer. Cet aménagement concret prolonge tout au long de l'année, au-delà du prix Bayeux Calvados-Normandie des correspondants de guerre, l'engagement de la ville pour défendre la liberté de la presse et la démocratie.